# Ralph Edward Oesper
Ralph Edward Oesper (14 juin 1886 à Cincinnati, Ohio - 10 décembre 1977 ibid.) est un chimiste, un historien des sciences et un professeur d'université américain.
Ce scientifique du XXe siècle s'est principalement illustré en chimie analytique, en l'occurrence dans l'étude des dosages par titrage (en particulier ceux par oxydoréduction avec un réactif nommé en son honneur : le sel d'Oesper).
Il est également très impliqué dans la diffusion, en Amérique du Nord principalement, des nouvelles connaissances en chimie de son époque en ayant rédigé de nombreuses biographies (celles de Joseph Priestley ou d'Alfred Nobel par exemple) et en ayant traduit en anglais plusieurs ouvrages de référence (traités) en chimie grâce à sa bonne maîtrise de l'allemand et du français.